# Genocide (1968 film)
Genocide (昆虫大戦争, Konchu daisenso) znanstvenofantastični horor film o tokusatsuu iz 1968. u režiji Kazuija Nihonmatsua.

## Glumi
Keisuke Sonoi - Yoshito Nagumo
Yûsuke Kawazu - Joji Akiyama
Emi Shindo - Yukari Akiyama
Reiko Hitomi - Junko Komura
Eriko Sono - Nagumo’s assistant
Kathy Horan - Annabelle
Chico Roland - Charlie
Ralph Jesser - Lieutenant Colonel Gordon
Toshiyuki Ichimura - Seborey Kudo
Tadayoshi Ueda - Tsuneo Matsunaga
Hiroshi Aoyama - Toru Fujii
Hideaki Komori - Yokoi
Saburo Aonuma - Detective
Mike Daneen - Aircraft Captain
Franz Gruber - Doctor
Harold S. Conway - Commander
William Douyuak - Correspondent

## Proizvodnja
Koscenarist Genocida je Susumu Takaku, scenarist animea i radnji uživo. Osoblje filma uključuje Shizuo Hirase kao snimatelja koji je također radio na Shochiku filmovima The X from Outer Space i Goke, Body Snatcher from Hell .

## Vanjske poveznice
- {{{naslov}}} u internetskoj bazi filmova IMDb-a